# Bulboacă Teodor
Bulboacă Teodor (Arad, 1955. november 7. –) erdélyi  matematikus, egyetemi tanár.

## Élete
Iskolai tanulmányait Aradon végezte. A kolozsvári Babeș–Bolyai Tudományegyetem matematika szakán végzett (1979-ben), ugyanott tanított 1995-től 2020-ig (2000-től egyetemi tanárként), amikor nyugdíjba vonult . 1991-ben doktorált a kolozsvári egyetemen Petru T. Mocanu akadémikus irányításával. Komplex analízist tanított a matematika és informatika kar magyar tagozatán.

## Munkássága
Kutatási területe: analitikus függvények mértani elmélete.

### Könyvei
- Bulboacă Teodor, Németh Sándor: Komplex analízis I. (egyetemi jegyzet), Ábel Kiadó I. kiadás 2004, II., javított kiadás 2010,   ISBN 978-973-114-128-2.
- Bulboacă Teodor, Salamon Júlia: Komplex analízis II. Feladatok és megoldások (egyetemi jegyzet), Ábel Kiadó, 2007, ISBN 978-973-114-048-3.
- Bulboacă Teodor, Petru T. Mocanu: Bevezetés az analitikus függvények geometriai elméletébe, Ábel Kiadó, 2003.
- Petru T. Mocanu, Teodor Bulboacă,  Gr. Şt. Sălăgean: Teoria geometrică a funcţiilor univalente, Editura Casa Cărţii de Ştiinţă, Cluj-Napoca, 1st ed. 1999. 2nd ed. 2006.

### Szakcikkei (válogatás)
- Bulboacă, T.: A class of superordination-preserving integral operators. INDAGATIONES MATHEMATICAE – NEW SERIES, 13 (3), pp. 301–311, 2002.
- Bulboacă, Teodor: Sandwich-type theorems for a class of integral operators. BULLETIN OF THE BELGIAN MATHEMATICAL SOCIETY-SIMON STEVIN, 13 (3), pp. 537–550, 2006.
- Bulboacă, T.: Generalization of a class of nonlinear averaging integral operators. MATHEMATISCHE NACHRICHTEN, 278 (1-2), pp. 34–42, 2005.
- Aldihan, Nailah M.; Bulboacă, Teodor: Sufficient conditions for starlikeness of order alpha. PUBLICATIONES MATHEMATICAE-DEBRECEN, 72 (1-2), pp. 81–94, 2008.
- Cho, Nak Eun; Bulboacă, Teodor: Subordination and superordination properties for a class of integral operators. ACTA MATHEMATICA SINICA-ENGLISH SERIES, 26 (3), pp. 515–522, 2010.
- Aouf, M. K.; Bulboacă, T.; Mostafa, A. O.: Subordination properties of subclasses of p-valent functions involving certain operators. PUBLICATIONES MATHEMATICAE-DEBRECEN, 73 (3-4), pp. 401–416, 2008.
- Aouf, Mohamed K.; Bulboacă, Teodor: Subclasses of Multivalent Functions Involving the Liu-Owa Operator. QUAESTIONES MATHEMATICAE, 33 (3), pp. 325–340, 2010.
- El-Ashwah, R. M.; Aouf, M. K.; Bulboacă, T.: Differential Subordinations for Classes of meromomorphic p-valent Functions Defined by  Multipler Transformations. BULLETIN OF THE AUSTRALIAN MATHEMATICAL SOCIETY, 83 (3), pp. 353–368, 2011.
- Cho, Nak Eun; Bulboacă, Teodor: Subordination and superordination properties for a class of integral operators. ACTA MATHEMATICA SINICA-ENGLISH SERIES, 26 (3), pp. 515–522, 2010.
- Goswami, Pranay; Sharma, Bhavna; Bulboacă, Teodor: Majorization for certain classes of analytic functions using multiplier transformation. APPLIED MATHEMATICS LETTERS, 23 (5), pp. 633–637, 2010.
- Badr S. Alkahtani, Teodor Bulboacă, Rakesh Kumar, Rubayyi Alqahtani  ARGUMENT PROPERTIES FOR A CLASS OF ANALYTIC FUNCTIONS  INVOLVING LIBERA TRANSFORM, J. Funct. Spaces, 2016(2016), Article ID  8908705, 1-6
- Badr S. Alkahtani, Pranay Goswami, Teodor Bulboacă, ESTIMATE FOR INITIAL  MACLAURIN COEFFICIENTS OF CERTAIN SUBCLASSES OF BI-UNIVALENT  FUNCTIONS, Miskolc Math. Notes, 17(2016), No. 2, 739-748
- S. Z. H. Bukhari, M. S. Shabbir, Teodor Bulboacă, SUBORDINATION AND  SUPERORDINATION RESULTS FOR STARLIKE FUNCTIONS WITH RESPECT  TO SYMMETRICAL POINTS, Quaestiones Mathematicae, Volume 41, 2018. Online hozzáférés
- A. O. Mostafa, M. K. Aouf, H. M. Zayed, Teodor Bulboacă, MULTIVALENT  FUNCTIONS ASSOCIATED WITH SRIVASTAVA-SAIGO-OWA FRACTIONAL  DIFFERINTEGRAL OPERATOR, Rev. R. Acad. Cienc. Exactas Fis. Nat. Ser. A  Math. RACSAM, Volume 112, pages 1409–1429, (2018) Online hozzáférés
- Rashid Ali, Mohsan Raza, Teodor Bulboacă, Sharp Coefficient Bounds for Starlike Functions Associated with Cosine Function, Axioms 2024, 1 3(7), 442; Online hozzáférés